# فردریک دبلیو. ایچ. مایرز

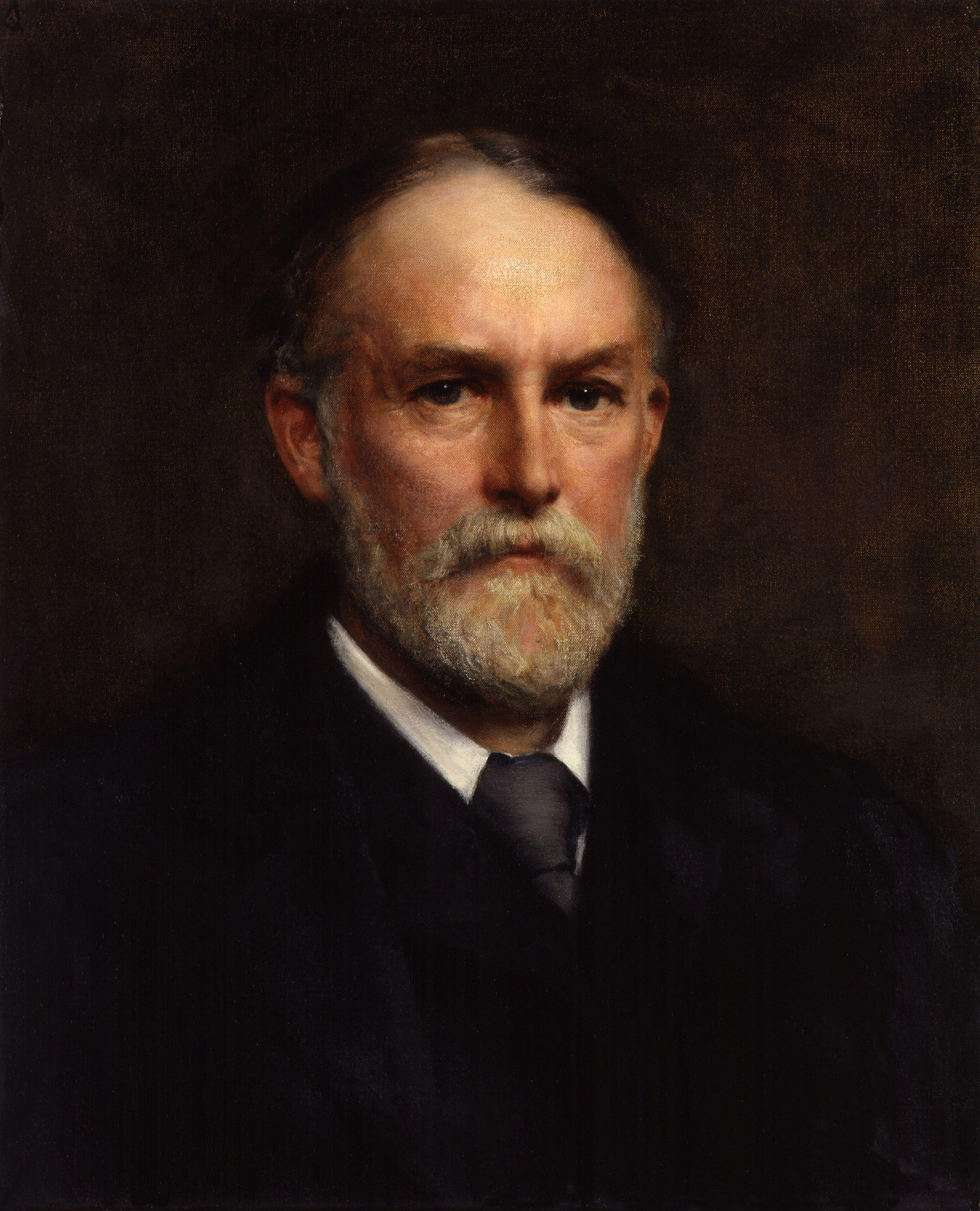
تصویر فردریک ویلیام هنری مایرز، توسط ویلیام کلارک وونتنر، که در سال 1938 به گالری پرتره ملی لندن اهدا شد.

فردریک ویلیام هنری مایرز (۶ فوریه ۱۸۴۳ - ۱۷ ژانویه ۱۹۰۱) یک شاعر، کلاسیک‌گرا، فیلسوف و بنیان‌گذار جامعه تحقیقات روان بود. کار مایرز روی تحقیقات روان و ایده‌هایش در باره یک «خویشتن فروآستانه‌ای» در زمان خودش تأثیرگذار بود، اما از طرف جامعه علمی پذیرفته نشده است. در سال ۲۰۰۷، محققانی از دانشگاه ویرجینا با انتشار یک اثر تجربی-نظری بزرگ سعی کردند از چارچوب نظری روان‌شناسی مایرز و واقعیت پدیده‌های فراعادی‌ دفاع کنند و پارادایم مادی‌گرا را ابطال کنند.

## تحصیلات
مایرز در کالج چلتنهام و کالج ترینیتی از کمبریج تحصیل کرد و در آخری در ۱۸۶۴ مدرک کارشناسی گرفت و همچنین جوایز دانشگاهی. او از ۱۸۶۵ تا ۱۸۷۴ یک همکار علمی‌ در کالج ترینیتی شد و از ۱۸۶۵ تا ۱۸۶۹ یک استاد کالج در مطالعات کلاسیک شد. در ۱۸۷۲ یک بازرس مدرسه شد. 
در ۱۸۶۷ یک شعر بلند با نام قدیس پولس منتشر کرد. در ۱۸۸۲ احیاء جوانی و دیگر اشعار را منتشر کرد. او همچنین کتاب‌هایی در باره نقد ادبی نوشت، مشخصاً وردزورث (۱۸۸۱) و کلاسیکال و مدرن (در دو جلد، ۱۸۸۳) که شامل یک جستار در بارة ویرجیل می‌شود. 

## تحقیقات روان
مایرز به تحقیقات روان علاقه‌مند بود و یکی از اعضای بنیان‌گذار جامعة مطالعات روان (اس. پی. آر.) در ۱۸۸۳ بود. او در سال ۱۹۰۰ رئیس این سازمان شد. ایده‌های روانی مایرز و نظریه خویشتن فروآستانه‌ای روان‌شناسان معاصر را مجذوب نکرد. روان‌شناسانی که علاقه مشترک با او در تحقیقات روان داشتند مانند تئودور فلورنوی و ویلیام جیمز متأثر از مایرز بودند. اما طبق گفته مورخ ژانه اپنهایم، «نه همه همکاران مایرز در اس. پی. آر. فرضیه‌های او را پذیرفتند»
برخی مورخین می‌گویند او قویاً به فراعادی سوگیری اعتقادی داشت و یک برنامه مذهبی محرمانه داشت.